# Cascade County
Cascade County ist ein County im Bundesstaat Montana der Vereinigten Staaten. Der Verwaltungssitz (County Seat) ist Great Falls.
Das County wird vom Office of Management and Budget zu statistischen Zwecken als Great Falls, MT Metropolitan Statistical Area geführt.

## Demografische Daten

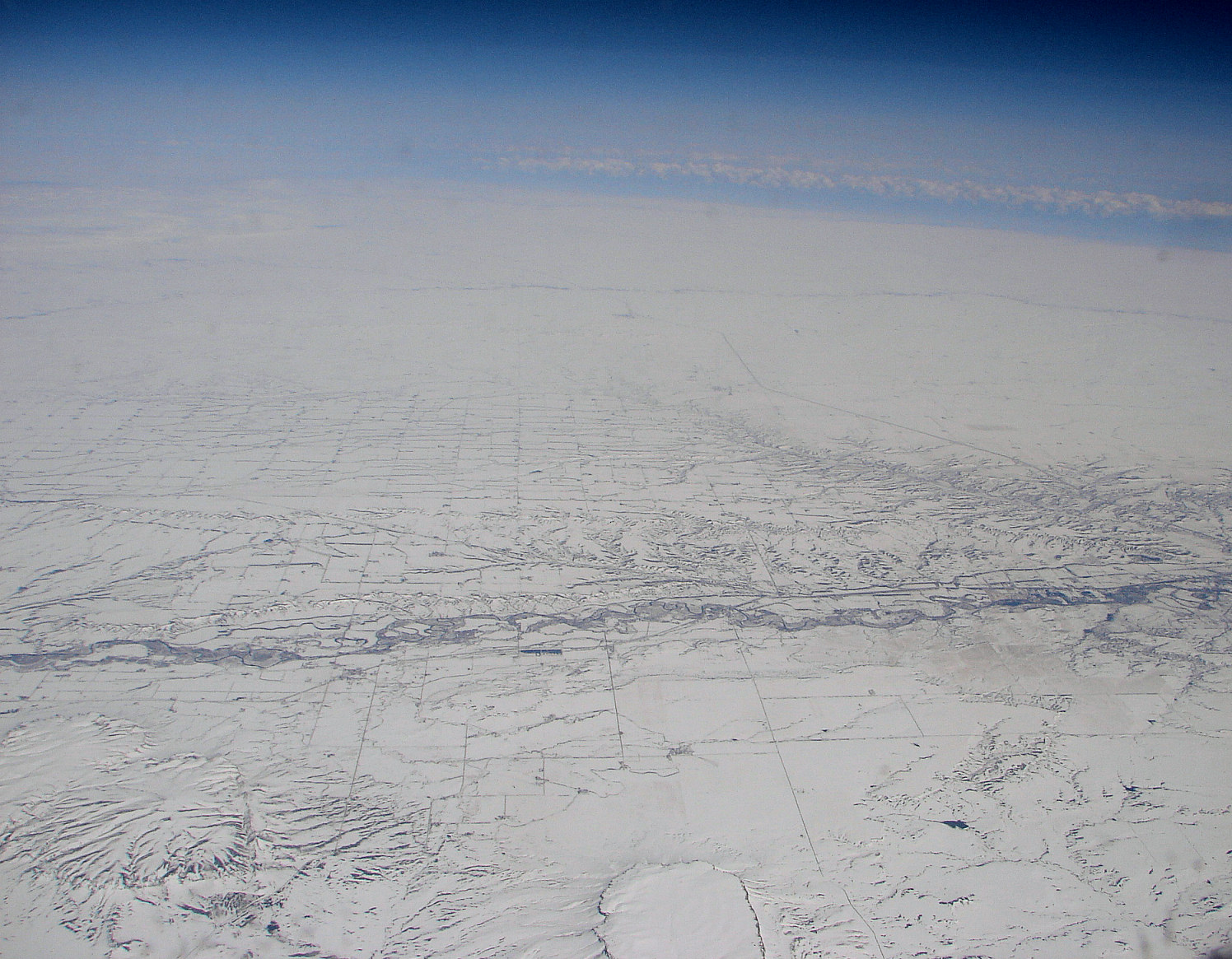
Cascade County und der Fluss Sun

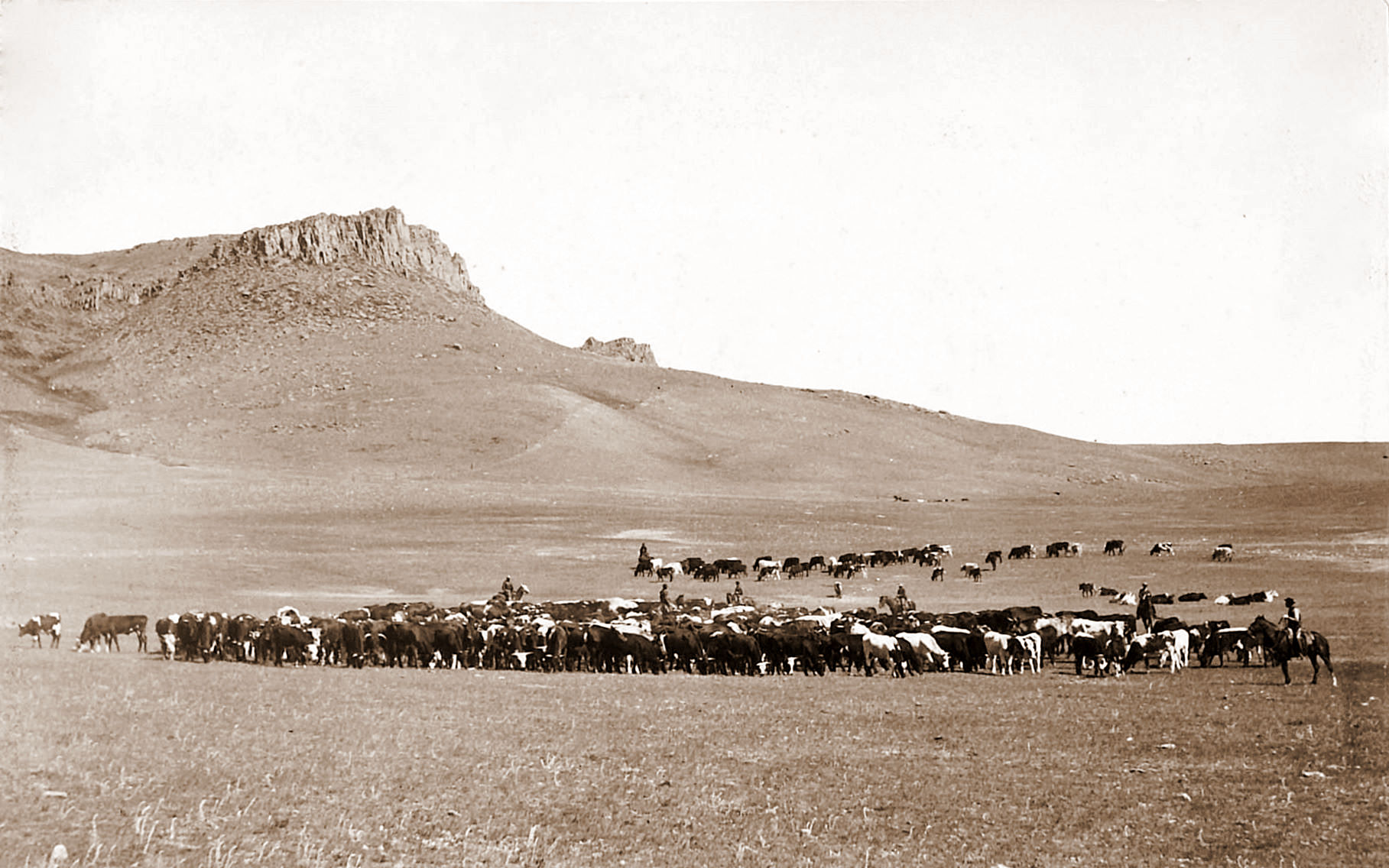
Viehtrieb

Nach der Volkszählung im Jahr 2000 lebten im County 80.357 Menschen. Es gab 32.547 Haushalte und 21.448 Familien. Die Bevölkerungsdichte betrug 12 Einwohner pro Quadratkilometer. Ethnisch betrachtet setzte sich die Bevölkerung zusammen aus 90,72 % Weißen, 1,12 % Afroamerikanern, 4,22 % amerikanischen Ureinwohnern, 0,81 % Asiaten, 0,08 % Bewohnern aus dem pazifischen Inselraum und 0,68 % aus anderen ethnischen Gruppen; 2,36 % stammten von zwei oder mehr ethnischen Gruppen ab. 2,43 % der Bevölkerung waren spanischer oder lateinamerikanischer Abstammung.
Von den 32.547 Haushalten hatten 32,20 % Kinder und Jugendliche unter 18 Jahre, die bei ihnen lebten. 52,30 % waren verheiratete, zusammenlebende Paare, 9,90 % waren allein erziehende Mütter. 34,10 % waren keine Familien. 28,80 % waren Singlehaushalte und in 10,90 % lebten Menschen im Alter von 65 Jahren oder darüber. Die Durchschnittshaushaltsgröße betrug 2,41 und die durchschnittliche Familiengröße lag bei 2,97 Personen.
Auf das gesamte County bezogen setzte sich die Bevölkerung zusammen aus 26,00 % Einwohnern unter 18 Jahren, 9,10 % zwischen 18 und 24 Jahren, 28,10 % zwischen 25 und 44 Jahren, 22,80 % zwischen 45 und 64 Jahren und 14,00 % waren 65 Jahre alt oder darüber. Das Durchschnittsalter betrug 37 Jahre. Auf 100 weibliche Personen kamen 97,90 männliche Personen, auf 100 Frauen im Alter ab 18 Jahren kamen statistisch 95,70 Männer.
Das jährliche Durchschnittseinkommen eines Haushalts betrug 32.971 USD, das Durchschnittseinkommen der Familien betrug 39.949 USD. Männer hatten ein Durchschnittseinkommen von 28.993 USD, Frauen 20.970 USD. Das Prokopfeinkommen betrug 17.566 USD. 13,50 % der Bevölkerung und 10,40 % der Familien lebten unterhalb der Armutsgrenze. 18,60 % davon waren unter 18 Jahre und 8,40 % waren 65 Jahre oder älter.

## Geschichte
Drei Orte im County haben den Status einer National Historic Landmark, die Great Falls Portage, das Charles M. Russell House and Studio und der First Peoples Buffalo Jump State Park. 44 Bauwerke und Stätten des Countys sind im National Register of Historic Places eingetragen (Stand 7. Februar 2018).

## Orte im Cascade County
Im Cascade County liegen sechs Gemeinden, davon eine City und drei Towns. Zu Statistikzwecken führt das U.S. Census Bureau 11 Census-designated places, die dem County unterstellt sind und keine Selbstverwaltung besitzen. Diese sind wie die Unincorporated Communities gemeindefreies Gebiet.
City
- Great Falls

Towns
- Belt
- Cascade
- Simms

Census-designated places (CDP)
| - Black Eagle - Fort Shaw - Gibson Flats - Malmstrom AFB - Sand Coulee - Simms | - Stockett - Sun Prairie - Sun River - Ulm - Vaughn |

andere Unincorporated Communities
- Monarch

## Schutzgebiete
| - Benton Lake National Wildlife Refuge - First Peoples Buffalo Jump State Park | - Giant Springs State Park - Sluice Boxes State Park |